# Allt detta och himlen därtill
Allt detta och himlen därtill (engelska: All This, And Heaven Too) är en amerikansk långfilm från 1940 i regi av Anatole Litvak, med Bette Davis, Charles Boyer, Jeffrey Lynn och Barbara O'Neil i rollerna. Den bygger på romanen All This, and Heaven Too av Rachel Field. Filmen blev nominerad till tre Oscars, bland annat bästa film.

## Handling
När fransyskan Henriette Deluzy-Desportes (Bette Davis) börjar undervisa på en amerikansk flickskola möts hon av berättelser och skvaller om henne. Hon väljer därför att berätta sin livs historia för eleverna.
Deluzy-Desportes var en gång i tiden guvernant för de fyra barnen hos Hertigen de Praslin (Charles Boyer) och hans fru, Hertiginnan de Praslin (Barbara O'Neil), i sista åren av Julimonarkin. Hustuns konstiga och temperamentsfulla beteende har lett till ett olyckligt äktenskap, men maken stannar för barnens skull.
Hertiginnan blir snart avundsjuk på sin guvernant och sparkar henne. Hon skulle skrivit ett rekommendationsbrev, men det har hon inte gjort. Maken konfronterar henne och det slutar med att frun mördas. Hertigen blir misstänkt för mordet, men han är en privilegierad man som bara kan höras av andra adliga män. Han vägrar också att berätta om sin kärlek till Deluzy-Desportes för att skydda henne då hon också är misstänkt. I slutänden tar de Praslin gift och berättar vad han har gjort för myndigheterna vilket leder till att Henriette släpps fri.

## Rollista

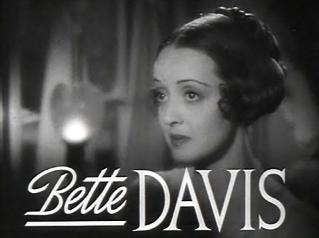
Bette Davis spelar huvudrollen som Henriette Deluzy-Desportes

| Bette Davis      | – Henriette Deluzy-Desportes |
| Charles Boyer    | – Duc de Praslin             |
| Jeffrey Lynn     | – Henry Martyn Field         |
| Barbara O'Neil   | – Duchesse de Praslin        |
| Virginia Weidler | – Louise                     |
| Helen Westley    | – Madame LeMaire             |
| Walter Hampden   | – Pasquier                   |
| Henry Daniell    | – Broussais                  |
| Harry Davenport  | – Pierre                     |
| George Coulouris | – Charpentier                |
| Montagu Love     | – Marechal Sebastiani        |
| Janet Beecher    | – Miss Haines                |
| June Lockhart    | – Isabelle                   |
| Ann E. Todd      | – Berthe                     |
| Richard Nichols  | – Reynald                    |

## Produktion
Bette Davis 37 olika klänningar kostade $1000 styck.

## Om filmen
Filmen bygger på ett av Frankrikes mest berömda olösta mord när Charles de Choiseul-Praslins fru blev mördad 1847 och han själv begick självmord några dagar senare.

## Utmärkelser

### Nomineringar
- Oscar
  - Bästa kvinnliga biroll (Barbara O'Neil)
  - Bästa svartvita foto (Ernest Haller)
  - Bästa film